# Сенке над Балканом (3. сезона)
Трећа и последња сезона криминалистичко-драмске телевизијске серије Сенке над Балканом емитоваће се током 2025. године на  Новoj.

## Радња
Радња трећег и финалног дела серије је смештена у јесен 1938. године у предвечерје Другог светског рата.
Инспектор Танасијевић  добија случај мистериозног изливања руде из рудника породице Минх на Ртњу, који доводи до еколошке катастрофе и тровања људи. Истовремено, након четири године робије, на слободу излази и инспектор Станко Плетикосић. Након историјског открића на Ртњу, у Београд се враћају и вођа удружења Тула, Марија Оршић, као и њена некадашња љубавница – Маја Давидовић, али и Јосип Броз Тито, сви заинтересовани за рудник Минхових на Ртњу. 
У узбудљивој мистерији у којој се преплићу висока политика, криминал и мистицизам, Танетов и Станков пут ће се поново укрстити и они ће заједно морати да реше случај од кога не зависи само судбина Југославије, већ целе Европе.

## Улоге

### Главне
- Драган Бјелогрлић као Андра Танасијевић „Тане”
- Андрија Кузмановић као Станко Плетикосић
- Марија Бергам као Маја Давидовић
- Јована Стојиљковић као Бојана Антић
- Горан Богдан као Мустафа Голубић
- Ненад Јездић као Милан / Кројач
- Леона Парамински као Марија Оршић
- Наташа Нинковић као Емина
- Петар Стругар као Данило Томасовић
- Воја Брајовић као Папахаги
- Срђан Тодоровић као др Бабић
- Небојша Дугалић као генерал Петар Живковић

### Споредне
- Аница Добра као Грета Минх
- Светлана Бојковић
- Милош Биковић као Јосип Броз Тито
- Милан Марић као Димитрије Филиповић
- Петар Бенчина као Дида Де Мајо
- Нина Јанковић
- Марко Јанкетић као Спира
- Андрија Милошевић као Богдан
- Љубомир Бандовић
- Борис Исаковић као Милан Стојадиновић
- Мима Караџић
- Теодор Винчић као инспектор Чеда
- Александар Срећковић
- Сања Марковић
- Миодраг Драгичевић
- Христина Поповић
- Борис Миливојевић
- Радомир Николић
- Јаков Јевтовић
- Драган Мићановић
- Светозар Цветковић
- Бранислав Трифуновић као Александар Минх
- Душан Ковачевић
- Бојан Димитријевић као Јулијус Минх
- Саша Али
- Антонио Скарпа
- Сара Климоска као Јана
- Горан Марковић

## Епизоде
| Бр. еп. (укупно) | Бр. еп. (у сезони) | Наслов        | Редитељ                                            | Сценариста                                                              | Премијера |
| ---------------- | ------------------ | ------------- | -------------------------------------------------- | ----------------------------------------------------------------------- | --------- |
| 21               | 1                  | „Епизода 3.1” | Драган Бјелогрлић, Маша Нешковић и Радивоје Андрић | Драган Бјелогрлић, Дејан Стојиљковић, Бобан Јевтић и Ђорђе Милосављевић | 2025.     |

## Филмска екипа
| - Режија: Драган Бјелогрлић Маша Нешковић Радивоје Андрић - Редитељ друге екипе: - Сценарио: Ђорђе Милосављевић Дејан Стојиљковић Бобан Јевтић - Продуцент: Драган Бјелогрлић - Извршни продуцент: Горан Бјелогрлић | - Директор серије: Наташа Вишић - Директор Фотографије: Милица Цими Дринић Цар Младен Теофиловић - Монтажа: Лазар Предојев Милена Предић - Композитор: Магнифико - Костим: Борис Чакширан - Сценографија: Горан Јоксимовић - Маска: Душица Вуксановић - Продукција: Јунајтед медија - Извршна продукција: Кобра филм |  |